# Alberto de Churriguera
Alberto Churriguera Ocaña (Madrid, 7 de agosto de 1676-Orgaz 27 de febrero de 1750) fue un arquitecto español del Barroco, miembro de la familia Churriguera.
Fue maestro mayor de obras de la catedral Nueva de Salamanca e inició las obras de la plaza Mayor de Salamanca en 1728. Realizó dos pabellones de la plaza Mayor, así como otros importantes trabajos en Madrid y Valladolid. 

## Biografía
Nace el 7 de agosto de 1676 en Madrid, en la calle del Oso (barrio de Lavapiés), hijo de José Simón de Churriguera, reconocido escultor y retablista oriundo de Barcelona, y de María Ocaña. Es bautizado en la parroquia de los Santos Justo y Pastor de Madrid, el día 28 de agosto. Sus hermanos José Benito y Joaquín, ambos mayores que él, serían también notables escultores y arquitectos. 
Alberto quedó huérfano muy pronto, en 1679, cuando tenía unos tres años, y aprende con su hermano José Benito las labores de la arquitectura, ayudándolo en las labores de construcción en Nuevo Baztán. En 1692 acompaña a José Benito en su viaje a Salamanca para ayudarlo a construir el retablo de la iglesia del Convento de San Esteban. Dos años después se encuentra ayudando a José Benito en las obras del colegio de San Agustín, también en Salamanca. En enero de 1698 la colaboración entre los dos hermanos es tan estrecha que los recibos de sus trabajos son firmados indistintamente por uno u otro. El 3 de abril de 1698 se compromete a ejecutar el retablo mayor (y un marco para el frontal del altar) de la ermita de Nuestra Señora de Gracia de Pedrosillo el Ralo, un pueblo ubicado a unos 14 kilómetros de Salamanca, ciudad en la que por entonces se encontraba avecindado.
El 13 de diciembre de 1723 cae un rayo en el campanario de la catedral de Oviedo y el cabildo de la misma le comisiona junto a otros arquitectos para que revise la obra. Colabora en el retablo de la Asunción o del Tránsito de Nuestra Señora (1724-1726), en la catedral de Plasencia. El Colegio de Calatrava en Salamanca, comenzado por su hermano Joaquín, pasa en 1725 a Alberto y al arquitecto Pedro de Gamboa. 
En Valladolid construyó el cuerpo alto de la fachada de la catedral, obra en la que ayudó su sobrino Manuel de Lara Churriguera. Otra de las obras vallisoletanas es la de la iglesia de Nuestra Señora de la Asunción de Rueda (Valladolid). Realiza también algunas obras en Madrid.

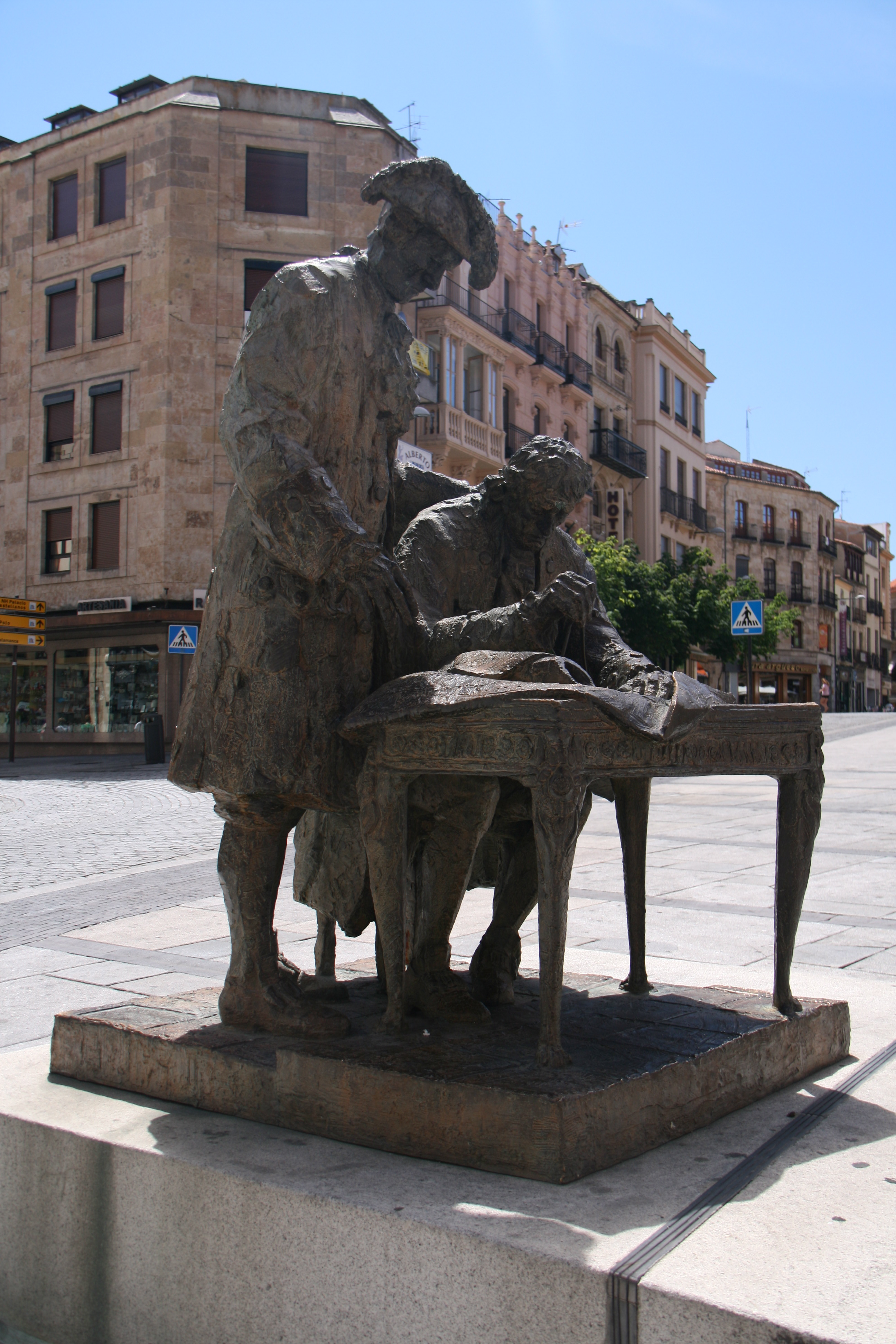
Monumento a Alberto Churriguera, obra de Fernando Mayoral, en Salamanca.

Se encontraba Alberto con su hermano José Benito en Madrid cuando en septiembre de 1724 muere su hermano Joaquín en Salamanca, quien por aquel entonces era el encargado de las obras en la Catedral. Alberto regresa entonces a Salamanca y allí, el 9 de marzo de 1725, es elegido oficialmente maestro mayor y finaliza las obras de la Catedral Nueva y el Colegio Mayor de Cuenca.

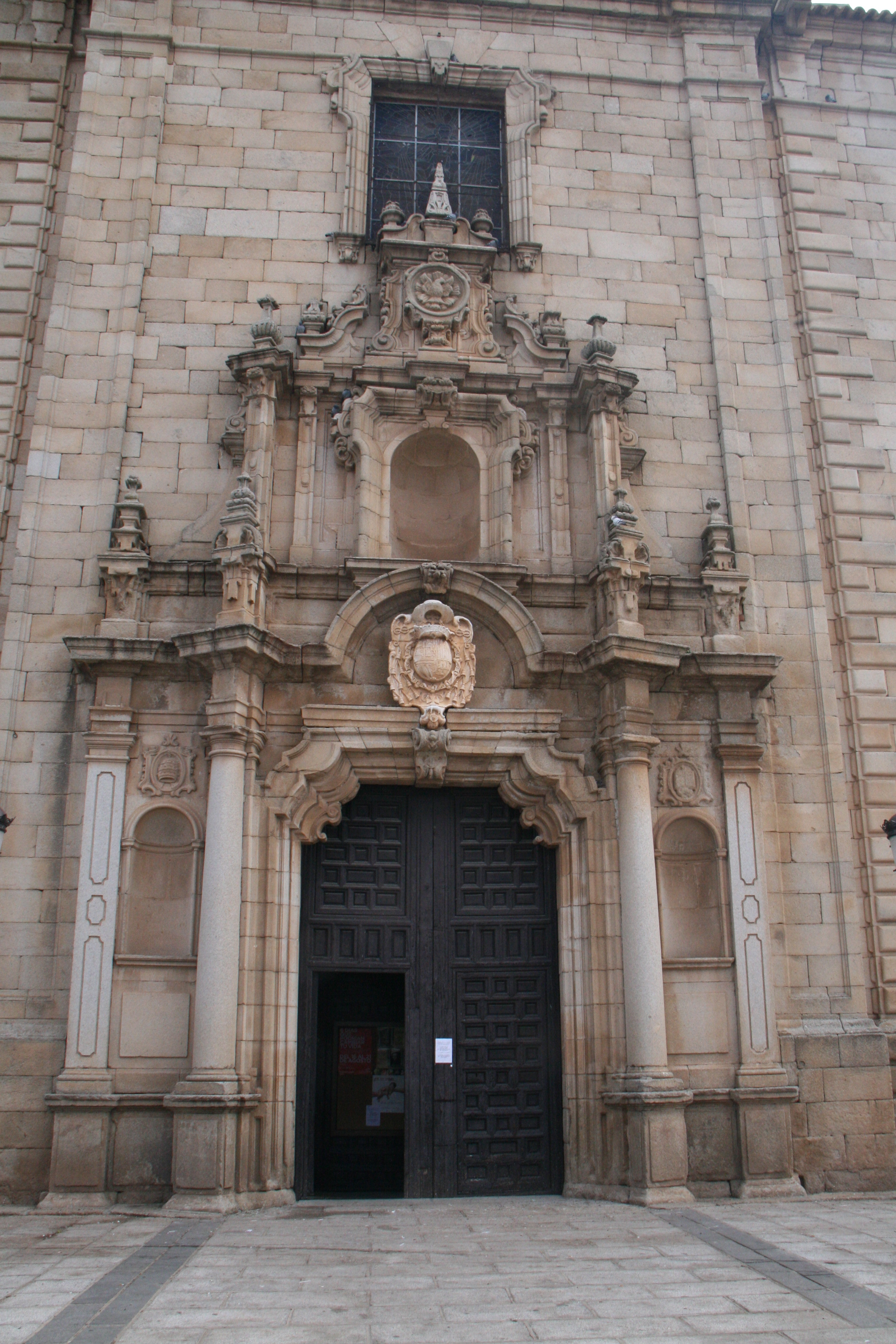
Vista de la entrada principal de la iglesia Santo Tomás Apóstol (1738-1763) de Orgaz.

Su primer trabajo independiente como arquitecto es el encargo del Consistorio de Salamanca como maestro mayor en el diseño y construcción de la plaza Mayor de Salamanca, ocupando una parte de la superficie de la antigua plaza de San Martín, entre 1725 y 1733. 
En octubre de 1738 abandona Salamanca y empieza la dirección de las obras de la iglesia de Santo Tomás Apóstol en la villa de Orgaz (Toledo). En enero de 1744 se casa en segundas nupcias por poderes con doña Josefa Nieto Fernández, natural de Orgaz. El 25 de febrero de 1746 nace su hijo José Cesáreo Alberto de Churiguera y Nieto, y un año después, el 26 de marzo nace su hija María Josefa Churriguera y Nieto. Falleció en Orgaz, sin lograr terminar la construcción de la iglesia. Fue enterrado en la cripta de la entonces inacabada iglesia. Su construcción, interrumpida numerosas veces, finaliza en 1763.